# Jeff Maxwell
Jeff Maxwell (* 19. April 1947) ist ein US-amerikanischer Schauspieler, der insbesondere durch seine Rolle als Private Igor Straminsky in der Fernsehserie M*A*S*H bekannt wurde.
In den 1970er Jahren war Maxwell zunächst als Statist in einigen Kinofilmen und Fernsehserien zu sehen, bevor er ab der zweiten Staffel die Rolle des Kochs Igor in M*A*S*H übernahm. Dort ist er in 77 Folgen zu sehen und damit einer der am häufigsten auftretenden Nebencharaktere.
Später war Maxwell an der Gründung der Produktionsfirma Smash Cut Entertainment beteiligt und arbeitete als Besetzungschef für Twentieth Century Fox. Heute ist er Hörfunkmoderator beim Sender KFWB News Talk 980 in einer gemeinsamen Sendung mit Rick Shoemaker, dem Präsidenten von Warner Chappell Music.
1997 veröffentlichte er ein Kochbuch mit den „verlorenen Rezepten des Private Igor“.

## Bücher
- Jeff Maxwell: Secrets of The M*A*S*H Mess. The Lost Recipes of Private Igor. Cumberland House Publishing, 1997